# Луців Василь-Орест Миколайович
Василь-Орест Миколайович Луців (28 січня 1920, Нижній Струтинь, тепер Рожнятівського району Івано-Франківської області — 28 лютого 2005) — професор-славіст, вчений, меценат, голова об'єднання українських педагогів Канади, дійсний член НТШ та УВАН в Америці, дійсний член Польського наукового інституту в Нью-Йорку.

## Біографія
Василь-Орест Луців народився в селі Нижній Струтинь в 1920 році. Навчався в Головній українській гімназії та її Львівській філії. Потім поступив до Педагогічного інституту у Станіславі. Після Радянської анексії західноукраїнських земель був заарештований органами НКВД та засланий до Норильська. Як польський громадянин, був звільнений за амністією, після чого виїхав до Персії. Там був мобілізований до польського війська, побував в Іраку та Єгипті. У 1948 році переїжджає до Канади, де продовжує вивчати славістику. Згодом здобуває магістерський та докторський дипломи. Починає викладати в Монреальському університеті. Потім працює на педагогічній роботі в Оттавському і Пенсильванському університетах, а також в українській духовній семінарії.
Помер у березні 2005 року, похований у Канаді.

## Наукова та громадська діяльність
Василь Луців є засновником єдиного в діаспорі педагогічного журналу «Життя і школа», який сам видавав, друкував і фінансував протягом близько 40 років.
Автор понад 25 праць наукового спрямування, серед яких «Історія України» і «Гетьман Мазепа», та близько тисячі науково-популярних статей.